# Diables Rouges de Briançon
Diables Rouges de Briançon e Hockey Club Briançon sono soprannomi dati al Hockey team di Briançon (Alte Alpi).
- Arena : Patinoire René Froger
- Colori : rosso & bianco

## Palmarès
- Ligue Magnus: 2014
- Coppa Francia: 2010, 2013
- Coppa di Lega: 2012

### Onorari
Vinto il Trophée Marcel Claret in 1982-83 & 1983-84.

## Storia
Il team ha fatto i suoi ritorni nella Ligue Magnus dalla stagione 2002/2003.

### Allenatori
| Nome            | Nazionalità       | Periodo   |
| --------------- | ----------------- | --------- |
| Michel Tartarin | Francia           | 1970-1981 |
| Roger Demment   | Stati Uniti       | 1972-1975 |
| Jim King        | Canada            | 1975-1977 |
| Roger Demment   | Stati Uniti       | 1977-1981 |
| André Lauzon    | Canada            | ?         |
| Jan Simun       | Cecoslovacchia    | 1989-1990 |
| Richard Sevigny | Canada            | 1990-1991 |
| André Peloffy   | Canada Francia    | 1991-1992 |
| Marc Peythieu   | Francia           | 1994-1996 |
| Michel Leblanc  | Canada Francia    | 1996-1997 |
| Ari Salo        | Finlandia         | 1997-1998 |
| András Farkas   | Ungheria          | 1998-1999 |
| Michel Leblanc  | Canada Francia    | 1999-2002 |
| Juha Jokiharju  | Finlandia         | 2002-2003 |
| Philippe Combe  | Francia           | 2003      |
| Luciano Basile  | Canada Italia     | 2003-2014 |
| Edo Terglav     | Slovenia          | 2014-2015 |
| Patric Wener    | Svezia            | 2015-2016 |
| Alexis Billard  | Francia           | 2016      |
| Claude Devèze   | Canada Francia    | 2016-2020 |
| Eric Medeiros   | Canada Portogallo | 2020-2021 |
| Daniel Sedlak   | Slovacchia        | 2021-     |

## Presidenti
- Pierre Gravier (1935-?)
- Emile Roul
- Brochier
- René Froger (1941-?)
- Antoine Faure
- Georges Bermond-Gonnet (1958-1970)
- Yvon Peythieu (1970-1984)
- Jean-Paul Garnero (1984-1985)
- Bernard Voiron (1985-1987)
- Philippe Pacull (1987-1988)
- Christian Séard (1988-1989)
- Philippe Pacull (1989-1990)
- Robert de Caumont (1989-1991)
- Philippe Pacull (1993-1998)
- Jean-Pierre Bortino (1999-2001)
- Alain Bayrou (2001-2009)
- Jean-Paul Garnero (2009-2010)
- Sébastien Sode & Luc Rougny (2010-oggi)

## Giocatori

### Successi
| Anno | Nome                 | Nazionalita        | Trofeo                   |
| ---- | -------------------- | ------------------ | ------------------------ |
| 1988 | Georges Roul         | Francia            | Trofeo Jean-Pierre Graff |
| 1989 | André Côté           | Canada Francia     | Trofeo Charles Ramsey    |
| 1988 | Petri Ylönen         | Finlandia Francia  | Trofeo Jean Ferrand      |
| 1992 | Peter Almasy         | Slovacchia Francia | Trofeo Raymond Dewas     |
| 1991 | Corrado Micalef      | Canada Italia      | Trofeo Jean Ferrand      |
| 2009 | Tommi Satosaari      | Finlandia          | Trofeo Jean Ferrand      |
| 2009 | Jean-François Dufour | Canada             | Trofeo Charles Ramsey    |

### Capitani
| Nome                   | Nazionalità         | Periodo   |
| ---------------------- | ------------------- | --------- |
| Georges Bermond-Gonnet | Francia             | 1940 - ?  |
| Yvon Peythieu          | Francia             | ?         |
| Marc Peythieu          | Francia             | ?         |
| Gilles Chevalier       | Francia             | ?         |
| Dennis Murphy          | Stati Uniti Francia | ?         |
| Georges Roul           | Francia             | 1993-1998 |
| Christophe Robert      | Francia             | ?         |
| Éric Blais             | Francia             | 2000-2005 |
| Jean-François Jodoin   | Canada Francia      | 2005-2006 |
| Edo Terglav            | Slovenia            | 2006-2010 |

### Giocatori di NHL
| Nome                | Nazionalità   | Partite nella NHL | Periodo   |
| ------------------- | ------------- | ----------------- | --------- |
| Mark Rycroft        | Canada        | 229 partite       | 2004-2005 |
| Corrado Micalef     | Canada Italia | 116 partite       | 1990-1991 |
| Michel Galarneau    | Canada        | 78 partite        | 1991-1992 |
| Jean-Marc Gaulin    | Canada        | 27 partite        | 1991-1992 |
| Rémi Royer          | Canada        | 18 partite        | 2006-2007 |
| François Groleau    | Canada        | 8 partite         | 2008-2010 |
| Philippe DeRouville | Canada        | 3 partite         | 2003-2004 |